# Vilda Musen
Vilda Musen är en berg- och dalbana byggd år 2003 av typen Wild Mouse på Gröna Lund. Spåret slingrade sig genom den tidigare (nu permanent stängda) berg- och dalbanan Jetline. Vilda Musen har 3 g-krafter. Den 1 april år 2018 målades spåret på berg- och dalbanan om från lila till matt gul.